# Station Harsum
Station Harsum (Bahnhof Harsum) is een spoorwegstation in de Duitse plaats Harsum, in de deelstaat Nedersaksen. Het station ligt aan de spoorlijn Lehrte - Nordstemmen.

## Indeling
Het station heeft twee zijperrons, in bajonetligging, welke niet zijn overkapt maar voorzien van abri's. De perrons zijn te bereiken vanaf de straat Morgenstern, waar ook de bushalte van het station zich bevindt. Rond het station zijn er ook een aantal parkeerplaatsen en fietsenstallingen.

## Verbindingen
Het station is onderdeel van de S-Bahn van Hannover, die wordt geëxploiteerd door DB Regio Nord. De volgende treinserie doet het station Harsum aan:
| Serie | Treinsoort             | Route                                           | Bijzonderheden |
| ----- | ---------------------- | ----------------------------------------------- | -------------- |
| S3    | S-Bahn (DB Regio Nord) | Hannover Hbf – Lehrte – Harsum – Hildesheim Hbf |                |